# 新竹法蓮寺
新竹法蓮寺，是位於臺灣新竹市北區中山里的佛寺，與新竹都城隍廟相鄰。

## 由來

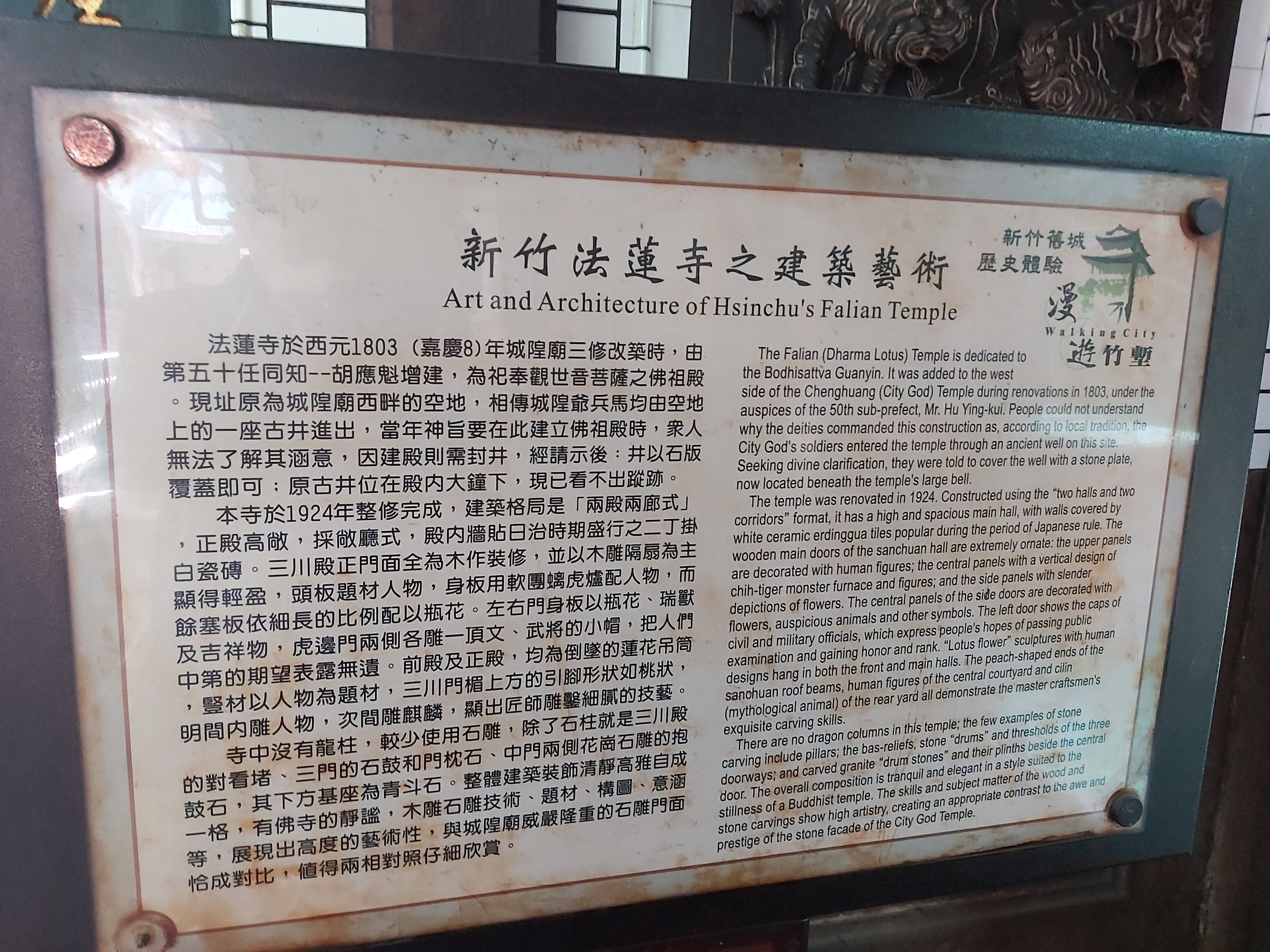
新竹法蓮寺解說牌

新竹法蓮寺的起源是嘉慶四年（1799年），同知華清重修時捐建後殿以奉祀觀世音菩薩，至嘉慶八年（1803年）同知胡應魁將後殿改祀城隍夫人，另在西畔現址建法蓮寺以奉觀音，並添祀十八羅漢。

## 祀神
正殿主祀觀世音菩薩，兩側則祀有脅侍宮娥；左龕奉祀大勢至菩薩，右龕則奉祀清淨大海眾菩薩。
正殿兩側分別以泥塑塑造有十八羅漢山，奉祀有十八羅漢神像。

## 祭祀
法蓮寺為城隍廟庭所遮隔，寺容不易顯現，照地方人士說法，城隍廟屬官祀系統，但法蓮寺則為一般佛寺齋堂，故要分開。香客先參拜新竹都城隍廟正殿前天公爐、正殿城隍爺爐後，左進法蓮寺觀音爐，寺後彌勒爐，再回到新竹都城後殿城隍夫人爐，完成四殿五爐的祭拜儀式。